# Brown's Copse Cemetery
Brown’s Copse Cemetery is een Britse militaire begraafplaats met gesneuvelden uit de Eerste Wereldoorlog. Ze ligt aan de uiterst westelijke rand van de Franse gemeente Roeux  zo’n 1260 m ten noordwesten van het centrum (gemeentehuis). De begraafplaats werd ontworpen door Edwin Lutyens en George Goldsmith. Ze heeft een langwerpig, onregelmatig grondplan en wordt omsloten door een ruwe natuurstenen muur. Een monumentaal poortgebouw met boogvormige doorgang is uitgevoerd in witte steen. Ook het schilddak is in steen. De doorgang wordt geflankeerd door twee schuilruimtes die uitzicht bieden op het terrein met de graven. Op de aslijn staat centraal de Stone of Remembrance en het Cross of Sacrifice staat aan het einde.
De begraafplaats wordt onderhouden door de Commonwealth War Graves Commission. 

## Geschiedenis
Roeux is gebouwd boven een stelsel van grotten, wat de inname ervan in 1917 uitzonderlijk moeilijk maakte. Het dorp werd op 12 april zonder succes aangevallen door de 9th (Scottish) Division. De chemische fabrieken bij het station werden op 22 april door de 51st (Highland) Division ingenomen en na onophoudelijke gevechten werd het dorp op 14 mei door dezelfde Divisie ontruimd. De chemische fabriek ging opnieuw verloren maar werd op 16 mei heroverd. De Duitsers vielen het dorp eind maart 1918 opnieuw binnen en het werd uiteindelijk op 26 augustus daaropvolgend door de 51st Division heroverd. 
De begraafplaats is genoemd naar een klein bosje (Bois Rossignol) aan de oostkant ervan. De percelen I tot IV bestaan bijna volledig uit graven die in de zomer van 1917 van het slagveld geruimd werden. Plots V tot VIII werden na de wapenstilstand aangelegd toen 850 graven uit een groot gebied ten noorden en oosten van Arras werden aangevoerd. Vanuit Seaforth Cemetery (Roeux) werden 39 Britten en vanuit Vitry-en-Artois Communal Cemetery and German Extension werden 17 Britten naar hier overgebracht.
Er liggen nu 2070 slachtoffers waaronder 858 niet geïdentificeerde. Onder de geïdentificeerde zijn er 1088 Britten, 22 Zuid-Afrikanen en 2 Canadezen. Voor 8 slachtoffers werden Special Memorials opgericht omdat hun graven niet meer gelokaliseerd konden worden maar men vermoed dat ze onder naamloze grafzerken liggen. Twee Britten die begraven werden in Vitry-en-Artois Communal Cemetery German Extension worden eveneens herdacht met een Special Memorial omdat hun graven door oorlogsgeweld werden vernietigd. 

## Graven
- soldaat James McNeela diende onder het alias James Roach bij het East Lancashire Regiment.
- soldaat George Hatton diende onder het alias J. Aldcroft bij de Royal Scots.

### Onderscheiden militairen
- Donald Mackintosh, luitenant bij de Seaforth Highlanders werd onderscheiden met het Victoria Cross (VC).
- Hubert Dunsterville Harvey-Kelly, majoor bij het Royal Flying Corps werd onderscheiden met de Distinguished Service Order (DSO) en werd driemaal vermeld op het Dagorder (Mentioned in Despatches).
- Charles Roydon Brown, kapitein bij het Essex Regiment en de onderluitenants Francis Johnston Smith (Gordon Highlanders) en William Charles Wicks (Sherwood Foresters (Notts and Derby Regiment)) werden onderscheiden met het Military Cross (MC).
- onderluitenant Hugh Charles Allen (Black Watch (Royal Highlanders)) en de sergeanten W. Kelly (King’s Own Scottish Borderers) en J. Thomas (Royal Scots) en werden onderscheiden met de Distinguished Conduct Medal (DCM). Laatstgenoemde ontving ook de Military Medal (MM).
- sergeant W.T. Williams (Royal Army Medical Corps) werd onderscheiden met de Military Medal en de Meritorious Service Medal (MM, MSM).
- soldaat S. Padgett (Duke of Wellington’s (West Riding Regiment)) werd onderscheiden met de Military Medal en ontving ook het Belgische Oorlogskruis (MM).

Nog 19 militairen werden onderscheiden met de Military Medal waaronder sergeant J. Adams tweemaal (MM and Bar).

### Minderjarige militairen
- soldaat William August Tranter (South African Infantry) was 16 jaar toen hij op 12 april 1917 sneuvelde.
- soldaat James Arthur Roberts (Gloucestershire Regiment) en de soldaten Mathew Brown Campbell en William Dunn (beide van de South African Infantry) waren 17 jaar toen ze sneuvelden.